# كوري غاردنر
كوري غاردنر (بالإنجليزية: Cory Gardner)‏ هو سياسي أمريكي، ولد في 22 أغسطس 1974 في الولايات المتحدة. حزبياً، نشط في الحزب الجمهوري وColorado Republican Party ‏.

## مناصب
- انتخب عضو مجلس الشيوخ الأمريكي عن دائرة كولورادو (3 يناير 2015 – ).
- في انتخابات مجلس النواب الأمريكي 2010 [الإنجليزية]‏، انتخب عضو مجلس النواب الأمريكي عن دائرة الدائرة الكونغرسية الرابعة في كولورادو [الإنجليزية]‏ وقد انضم خلال فترته النيابية [الإنجليزية]‏ (5 يناير 2011 – 3 يناير 2013) للكتلة البرلمانية الحزب الجمهوري.
- في انتخابات مجلس النواب الأمريكي 2012، انتخب عضو مجلس النواب الأمريكي عن دائرة الدائرة الكونغرسية الرابعة في كولورادو [الإنجليزية]‏ وقد انضم خلال فترته النيابية (3 يناير 2013 – 3 يناير 2015) للكتلة البرلمانية الحزب الجمهوري.
- في انتخابات مجلس الشيوخ في الولايات المتحدة 2014 [الإنجليزية]‏، انتخب عضو مجلس الشيوخ الأمريكي عن دائرة Colorado ‏ وقد انضم خلال فترته النيابية [الإنجليزية]‏ (6 يناير 2015 – 3 يناير 2017) للكتلة البرلمانية الحزب الجمهوري.
- في انتخابات مجلس الشيوخ في الولايات المتحدة 2014 [الإنجليزية]‏، انتخب عضو مجلس الشيوخ الأمريكي عن دائرة Colorado ‏ وقد انضم خلال فترته النيابية [الإنجليزية]‏ (3 يناير 2017 – 3 يناير 2019) للكتلة البرلمانية الحزب الجمهوري.
- انتخب عضو مجلس نواب كولورادو (2005 – 2010).
- انتخب عضو مجلس النواب الأمريكي عن دائرة الدائرة الكونغرسية الرابعة في كولورادو [الإنجليزية]‏ (3 يناير 2011 – 3 يناير 2015).

## وصلات خارجية
- الموقع الرسمي